# Didymella holosteae
Didymella holosteae är en svampart som beskrevs av Syd. 1924. Didymella holosteae ingår i släktet Didymella, ordningen Pleosporales, klassen Dothideomycetes, divisionen sporsäcksvampar och riket svampar.   Inga underarter finns listade i Catalogue of Life.